# Kathedrale von Bradford

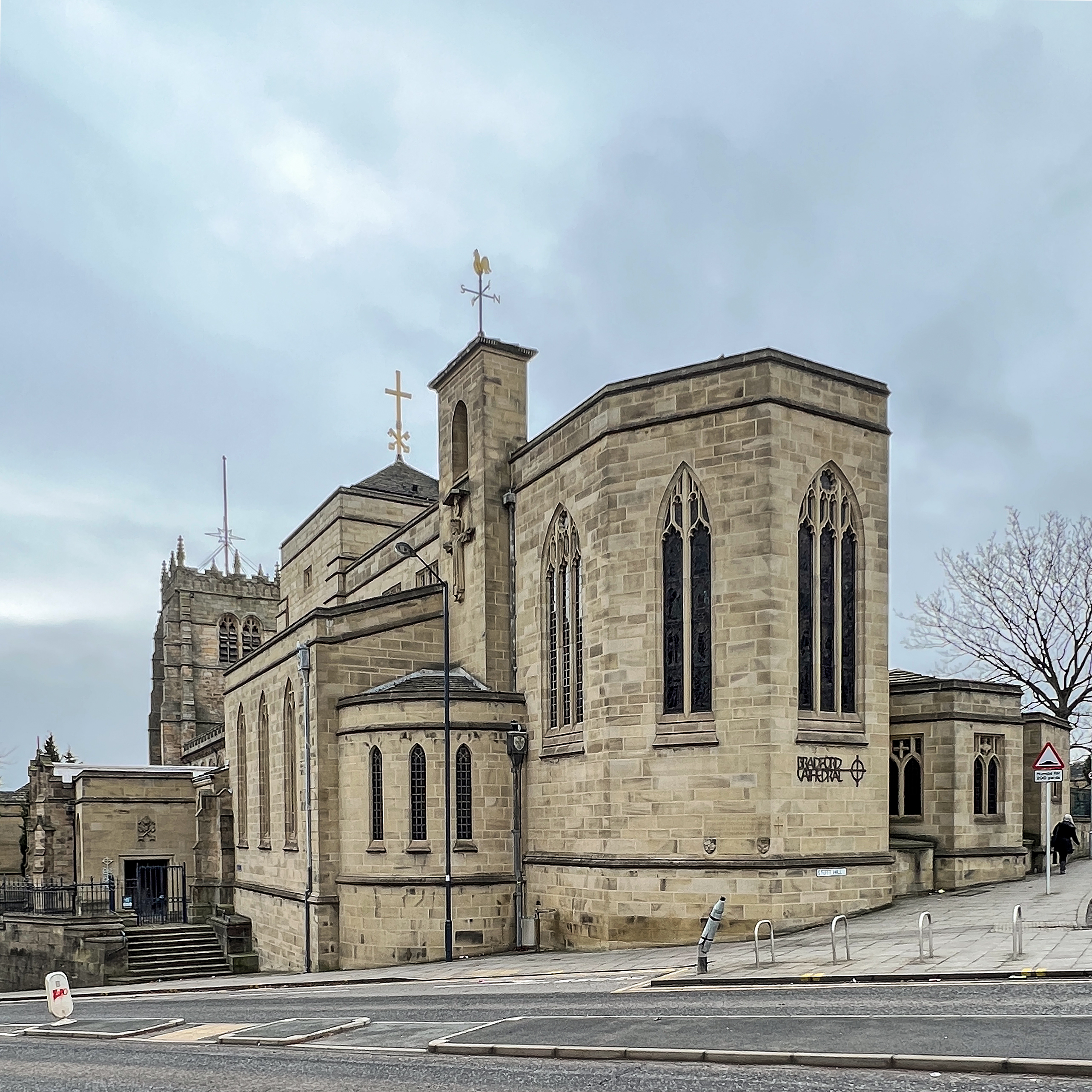
Kathedrale von Bradford (Ostansicht)

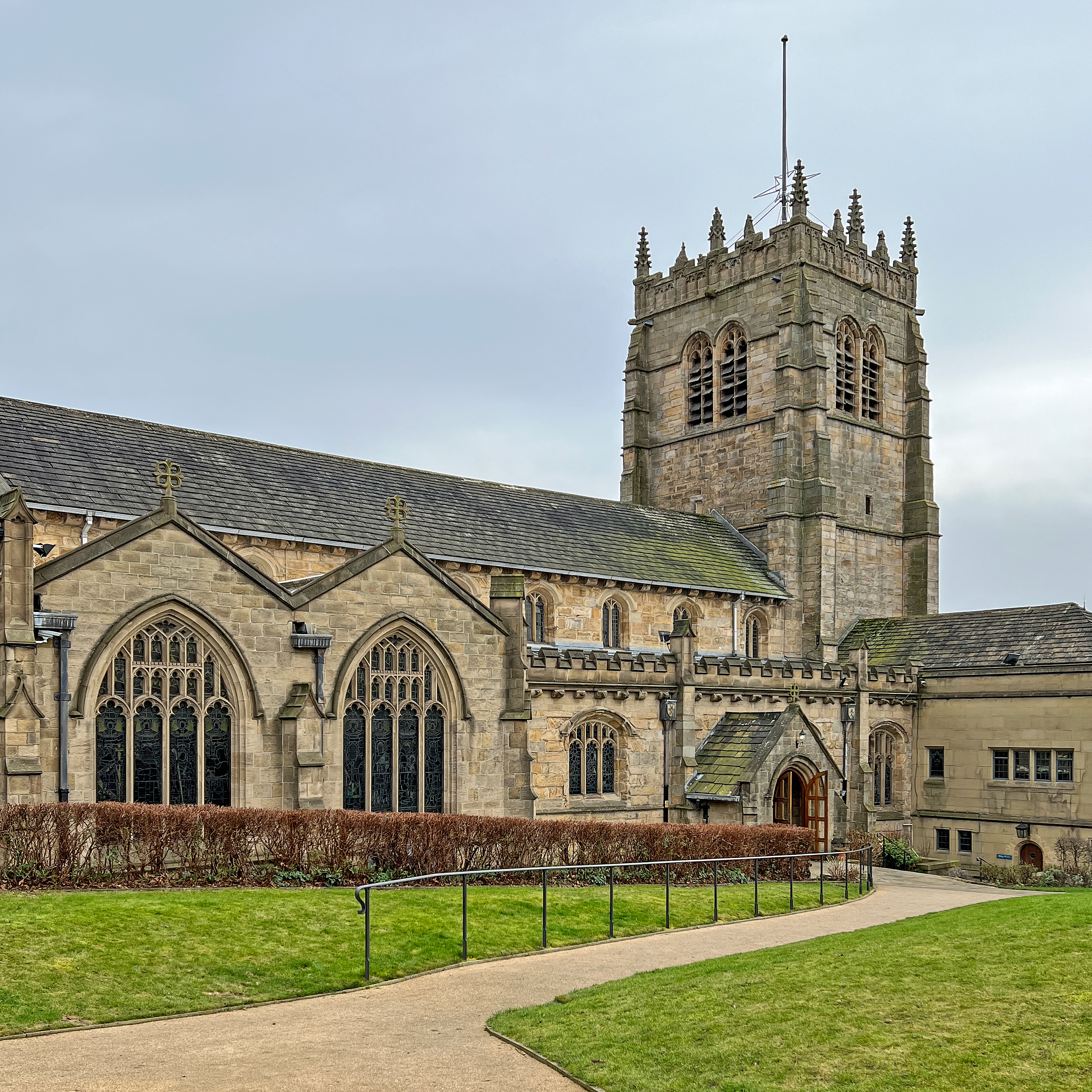
Kathedrale von Bradford (Nordansicht)

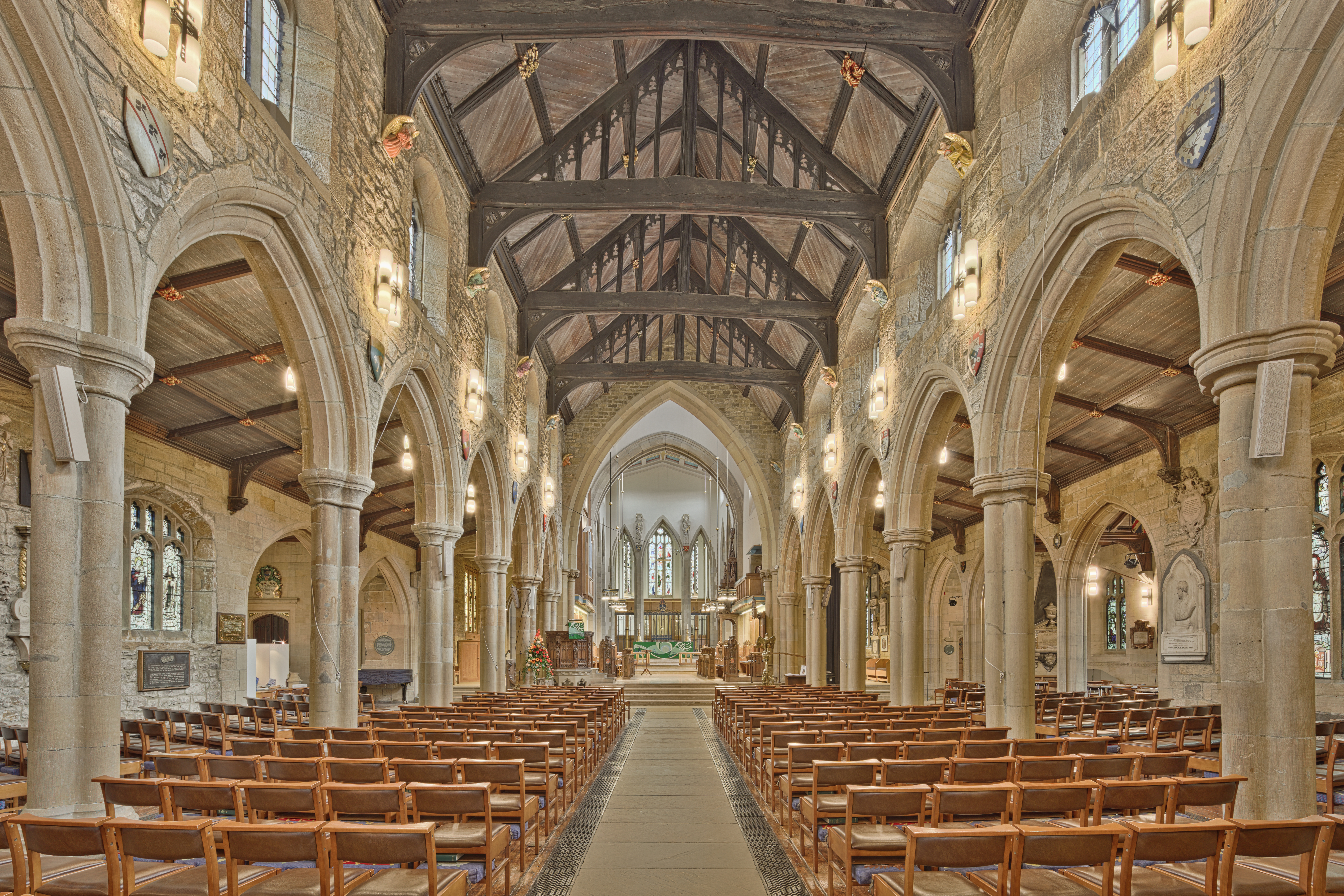
Innenansicht

Die dem hl. Petrus gewidmete Kathedrale von Bradford ist – neben den Kathedralen von Ripon und Wakefield – eine der insgesamt drei Co-Kathedralen der anglikanischen Diözese Leeds in Mittelengland. Der Kirchenbau ist als Grade-I-Baudenkmal gelistet.

## Lage
Die Kathedrale von Bradford liegt unweit des Bahnhofs Forster Square im Zentrum der rund 16 km westlich von Leeds gelegenen Großstadt Bradford in der Grafschaft West Yorkshire in einer Höhe von 128 m.

## Geschichte
Bereits seit dem 7. oder 8. Jahrhundert wird der Platz der heutigen Kathedrale als katholische Pfarrkirche genutzt. Nach Zerstörungen durch die Normannen und die Schotten wurde die Kirche jedes Mal größer wieder aufgebaut. Große Teile des im Perpendicular Style errichteten heutigen Baus stammen noch aus dem 15. Jahrhundert; der Westturm wurde im Jahr 1508 fertiggestellt. In den 1950er und 1960er Jahren erfolgte eine grundlegende Restaurierung und teilweise Erweiterung des nunmehr ca. 70 m langen Kirchenbaus.
Die Kirche gehörte ursprünglich zum Erzbistum York, später dann zur Diözese Ripon. Die Diözese Bradford entstand erst im Jahr 1919; sie ging im Jahr 2004 in der neugeschaffenen Diözese Leeds auf.

## Architektur
Die Dreischiffigkeit und der Wandaufriss der Kirche beruhen wahrscheinlich auf dem Neubau des 15. Jahrhunderts; der leicht erhöhte Chorbereich wurde in den 1960er Jahren erneuert. Alle drei Schiffe sind nicht gewölbt; die beiden Seitenschiffe haben unterhalb der Fensterzone des Mittelschiffs endende Pultdächer, das Mittelschiff selbst besitzt hingegen einen offenen Dachstuhl, der auf figürlich gestalteten Konsolen aufruht. Beide Seitenschiffe sind durch angrenzende Kapellen anstelle eines Querhauses zusätzlich geöffnet.

## Musik
Der gemischte Mädchen- und Knabenchor der Kathedrale besitzt eine lange Tradition und ist über die Grenzen Englands hinaus bekannt. Die Kirchenorgel stammt aus dem Jahr 1904; sie wurde jedoch mehrfach umgebaut.